# حمام زعفرانیه
حمام زعفرانیه، نام حمامی در دهکدهٔ توریستی زعفرانیه در ۳۵ کیلومتری سبزوار است که در تاریخ ۲۴ آبان ۱۳۸۵ با شماره ۱۶۳۹۵ در آثار ملی ایران به ثبت رسیده‌است.